# 高島巌
高島 巌（たかしま いわお、1898年4月4日 - 1976年5月8日）は、日本の社会事業家。兵庫県出身。

## 来歴
牧師の子として生まれる。東京聖書学院、東京学院高等学部（現・関東学院大学）を卒業後、1924年（大正13年）中央社会事業協会に入社。主事、参事になる。1937年（昭和12年）の母子保護法制定にも助力した。1939年（昭和14年）、児童擁護協会常務理事に就任。 
獅子文六の小説「太陽先生」のモデルともなった。
またボランティア精神の基本を説いた人物でもあり、次の言葉が知られる。

## 著書
- 『いのちを愛する』川島書店〈ボランティア読本3〉、1972年。ASIN B000J9NRDE。
- 『子供のことについて考えるの書』日向書房、1948年。ASIN B000JBMHDS。
- 『兒童保護施設の在り方 : 文化運動としての兒童保護事業』日本社會事業協會〈社會事業テキスト 1〉、1947年。